# Marcelino Menéndez y Pelayo

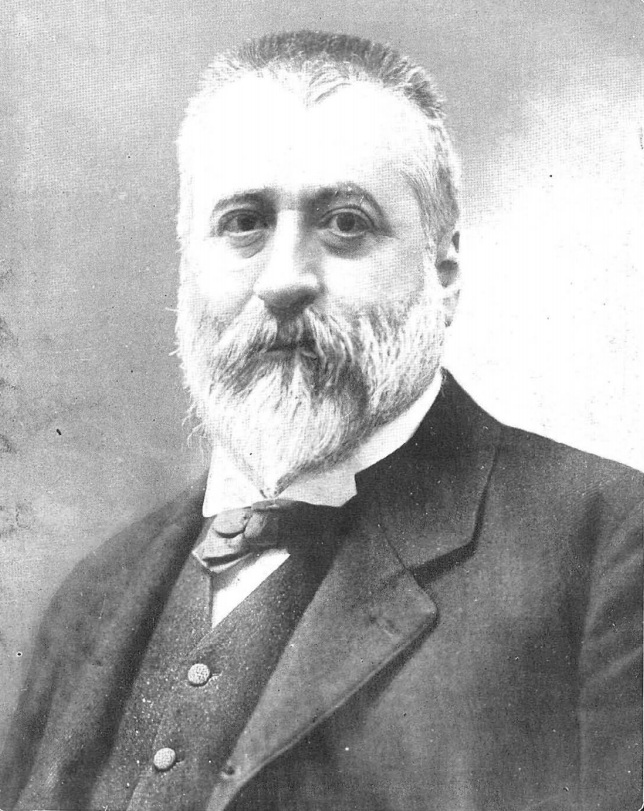
Marcelino Menéndez y Pelayo

Marcelino Menéndez y Pelayo (* 3. November 1856 in Santander; † 19. Mai 1912 ebenda) war ein spanischer Literaturwissenschaftler und Historiker. Sein Hauptinteressengebiet war die Ideengeschichte, er beschäftigte sich aber auch mit Dichtung, Übersetzung und Philosophie. Mit seinem Werk förderte er die Systematisierung der spanischen Geisteswissenschaften. Herausragend sind seine Arbeiten zur Häretiker-Bewegung. Menéndez y Pelayo war ein konservativer Intellektueller, der auf das Siglo de Oro verweisend die Aufklärung als dem spanischen Volk wesensfremd darstellte, und in die Zweite Spanische Republik nachwirkend gleichsam die Ausbürgerung ihrer Anhänger formulierte.

## Leben
Schon in jungen Jahren zeigte sich seine außerordentliche Begabung, so dass er bereits mit 15 Jahren ein Studium an der Universität Barcelona begann. Mit Sondergenehmigung der Cortes wurde er im Alter von 21 Jahren zum Professor für Spanische Literatur der Universität Madrid ernannt. Von 1878 bis 1898 war er Professor für Spanische Literatur an der  Universität von Madrid. Drei Jahre nach seiner Berufung zum Professor wurde Menéndez y Pelayo in die Real Academia Española aufgenommen. Von 1898 bis 1912 war er Direktor der Spanischen Nationalbibliothek. 1909 wurde er zum korrespondierenden Mitglied der British Academy gewählt. Er wurde in der Kathedrale von Santander beigesetzt.

## Werk
Durch sein Schaffen etablierte er sich als einer prominentesten Vertreter des Ultramontanismus in Spanien. Bekannt wurde er vor allem durch seine 1878 veröffentlichte Essaysammlung Ciencia española, in denen er mit polemischen Mitteln die nationalen Traditionen gegen Angriffe politischer und kirchlicher Reformer verteidigte. Sein Ruf als Literaturkritiker nahm durch seine Vorlesungen über den spanischen Dichter Calderón 1881 seinen Anfang. Auf einer Feier zu dessen Gedenken pries er damals die Inquisition. Als Literaturhistoriker trat er vor allem durch die Historia de las ideas estéticas en España in Erscheinung, die zwischen 1881 und 1891 veröffentlicht wurden.

## Bibliographie
- La novela entre los Latinos (Doktorarbeit). Santander 1875.
- La ciencia española, (zweite Auflage, Madrid 1877–1880)
- Historia de los heterodoxos españoles (1880–1882, 3 Bände)
- La estética des idealismo alemán. Rialp, Madrid 1954
- Calderón. Bühl-Verlag, Herrliberg-Zürich 1947
- Miguel de Cervantes. Bühl-Verlag, Herrliberg-Zürich 1947